# مثل هذا العصر المرح
مثل هذا العصر المرح (بالإنجليزية: Such A Fun Age)‏ رواية إنجليزية للروائية الأمريكية كيلي ريد. صدرت الرواية في عام 2019، وفي يوليو 2020 ترشحت للقائمة الطويلة لجائزة المان بوكر الأدبية العالمية. تشير الرواية إلى مشكلة العنصرية ضد السود، وهي تحكي قصة امرأة سوداء شابة تدعى (إميرا) تعمل كجليسة أطفال، تجالس (إميرا) طفلاً يدعى (بريار)، وهو ينحدر من أبوين أبيضين. تتجه بطلة الرواية مع الطفل في أحد الأيام إلى متجر وتتهم خلال ذلك باختطاف الطفل. الرواية هي العمل الأدبي الأول للكاتبة، ومستوحاة من تجربتها الشخصية في العمل كجليسة أطفال.